# Thermidarctia thermidoides
Thermidarctia thermidoides là một loài bướm đêm thuộc phân họ Arctiinae, họ Erebidae.